# 14244 Labnow
14244 Labnow è un asteroide della fascia principale. Scoperto nel 2000, presenta un'orbita caratterizzata da un semiasse maggiore pari a 2,6732061 UA e da un'eccentricità di 0,0573269, inclinata di 4,47178° rispetto all'eclittica.